# Kaiserliche Armee
Kaiserliche Armee var en gemensam benämning på kejsardömet Tysklands väpnade styrkor.